# Medalha de D. Nuno Álvares Pereira - Mérito da Guarda Nacional Republicana
A Medalha de D. Nuno Álvares Pereira - Mérito da Guarda Nacional Republicana é uma medalha militar portuguesa, criada a 7 de Outubro de 2009, que se destina a galardoar os militares e civis, nacionais ou estrangeiros, que, no âmbito técnico-profissional, revelem elevada competência, extraordinário desempenho e relevantes qualidades pessoais, contribuindo significativamente para a eficiência, prestígio e cumprimento da missão da Guarda Nacional Republicana.

## História
Esta medalha alude à figura de D. Nuno Álvares Pereira, Santo Condestável de Portugal, expoente ímpar da história militar, herói de Atoleiros, Aljubarrota e Valverde, e paralelamente um dos maiores exemplos de despojamento material, de solidariedade e entrega à causa dos mais carenciados. Fundou o Convento do Carmo em 1389, onde residiu, professou e faleceu em 1431. Esse histórico edifício, como Quartel do Carmo, há mais de dois séculos que está ao serviço da Guarda Nacional Republicana e corpos especiais de tropas suas antecessoras.
A nova orgânica da GNR, aprovada pela Assembleia da República em 2007, reconheceu à Guarda Nacional Republicana o direito a ter condecoração privativa.
Foi a última da medalhas privativas a ser criada, existindo uma por cada Ramo das Forças Armadas, criadas em 1985, e que são hierarquicamente precedidas pela Medalha da Defesa Nacional, do Ministério da Defesa Nacional, criada em 2002, e pela Medalha da Cruz de São Jorge, do Estado-Maior-General das Forças Armadas, criada em 2000. 

## Classes
O seguinte critério de atribuição aplica-se à concessão da medalha:
- 1.ª Classe (MPNAP) - oficial general e coronel
- 2.ª Classe (MSNAP) - tenente-coronel e major
- 3.ª Classe (MTNAP) - outros oficiais e sargento-mor
- 4.ª Classe (MQNAP) - outros sargentos e praças